# UFW
UFW(Uncomplicated Firewall, 언컴플리케이티드 방화벽)는 데비안 계열 및 다양한 리눅스 환경에서 작동되는 사용하기 쉬운 방화벽 관리 프로그램이다.
'UFW'는 사용하기 쉽게 설계된 넷필터 방화벽을 관리하는 프로그램이다. 간단한 명령 및 명령수가 적은 명령줄 인터페이스를 사용하는 것이 특징이며 프로그램 구성에는 iptables를 사용한다. UFW는 기본적으로 18.04 LTS 이후의 모든 데비안 및 우분투(Ubuntu)에서 사용할 수 있다.

## 사용예
설치 apt-get install ufw
사용방법 ufw help
작동 sudo ufw enable
80번 서버포트열기 sudo ufw allow 80

## 같이 보기
- ip
- 아파치 웹 서버